# 簇序草属
簇序草属（学名：Craniotome）是唇形科下的一个属，为多年生草本植物。该属仅有簇序草（Craniotome furcata）一种，分布于尼泊尔经缅甸及老挝至越南北部以及中国云南和四川。